# 성연중학교

는 대한민국 충청남도 서산시 성연면 성연로에 있는 공립 중학교이다.

## 학교 연혁
- 1971년 1월 26일 : 성연중학교 설립 인가(9학급)
- 1971년 3월 10일 : 개교 및 입학식
- 2017년 2월 28일 : 성연초·중 통합학교 분리
- 2021년 1월 26일 : 15학급 인가
- 2022년 12월 31일 : 제50회 졸업식(총 졸업생수 5,654명)
- 2023년 9월 1일 : 성연중학교 제26대 이병구 교장 부임
- 2024년 1월 12일 : 제51회 졸업식
- 2024년 3월 4일 : 제54회 입학(185명)

## 참고 자료
- 성연중학교 - 한국교육학술정보원 학교알리미